# LUKE (ファッションモデル)
LUKE（ルーク、1984年11月19日 - ）は日本の男性ファッションモデル。
東京都出身。ビーナチュラル所属。趣味はバイク。特技は水泳。
ファッションショーやMEN'S NON-NOなどファッション雑誌のモデルとして活躍中。パリ・コレクション経験もある。

## 主な出演

### 雑誌
- MEN'S NON-NO
- POPEYE
- smart
- smartMAX
- BOON
- HDP
- FINEBOYS
- relax
- Men's JOKER
- HUgE
- 装苑
- SENCE

### 広告
- ユナイテッドアローズ
- FRED PERRY
- 丸井
- リーバイス
- MEN'S NON-NO
- TETE HOMME
- ユニクロ
- アバハウス

### ショー
- APC
- ARISAN
- LADMUSICIAN
- CAPITALHILL
- タケオキクチ
- シャネル
- EMPORIO ARMANI
- カルバン・クライン
- Yohji Yamamoto（パリ・コレクション）
- NUMBER(N)INE